# ليفي هيل
ليفي هيل (بالإنجليزية: Levi Hill)‏ هو مصور أمريكي، ولد في 26 فبراير 1816، وتوفي في 9 فبراير 1865.